# Eurytoma werauhia
Eurytoma werauhia är en stekelart som beskrevs av Gates 2004. Eurytoma werauhia ingår i släktet Eurytoma och familjen kragglanssteklar.
Artens utbredningsområde är Costa Rica. Inga underarter finns listade i Catalogue of Life.